# Gennes (Doubs)
Gennes é uma comuna francesa na região administrativa de Borgonha-Franco-Condado, no departamento de Doubs. Estende-se por uma área de 7,18 km². Em 2010 a comuna tinha 701 habitantes (densidade: 97,6 hab./km²).